# جیسون شرایر
جیسون شرایر (به انگلیسی: Jason Schreier) (زاده ۱۰ می ۱۹۸۷) روزنامه‌نگار و نویسنده آمریکایی است که اخبار صنعت بازی‌های ویدیویی را پوشش می‌دهد. او از سال ۲۰۱۱ تا ۲۰۲۰ به عنوان خبرنگار خبری وبسیات کوتاکو کار می‌کرد و برای چندین خبر تحقیقی، به ویژه در مورد فرهنگ کرانچ شناخته شد. در آوریل ۲۰۲۰، شرایر به تیم بخش فناوری در بلومبرگ نیوز پیوست.

## اوایل زندگی
شرایر اهل وایت پلینز، نیویورک است. او در مدرسه مطالعات فردی گالاتین در دانشگاه نیویورک تحصیل کرد و در سال ۲۰۰۹ با مدرک نویسندگی فارغ‌التحصیل شد.

## حرفه

### اوایل حرفه
شرایر در ابتدا به عنوان روزنامه‌نگار مستقل کار می‌کرد و اخبار محلی را پوشش می‌داد. او از سال ۲۰۱۰ تا ۲۰۱۲ در مجله وایرد کار می‌کرد و اخبار بازی‌های ویدئویی و فناوری‌های مرتبط را پوشش می‌داد. سایر کارهای مستقل او شامل یک خبر ستون هفتگی در جویستیک در مورد بازی‌های نقش آفرینی ژاپنی و آثار او در رسانه‌های Kill Screen، اج (مجله)، یوروگیمر، جی۴ (کانال تلویزیونی)، گیمز ریدار و پیست (مجله) منتشر شده‌است.

### در وبسایتکوتاکو
در سال ۲۰۱۱، استفان توتیلو، سردبیر وقت وب سایت کوتاکو، با شرایر تماس گرفت و پیشنهاد کاری گزارشگر خبری تمام وقت را به او پیشنهاد کرد. شرایر این پیشنهاد را پذیرفت که تقریباً در همان زمان شروع کرد. او قبل از انتقال به عنوان ویراستار خبری برای سایت ارتقا یافت.
علاوه بر انتشار گزارش‌های معمولی در مورد اخبار بازی‌های ویدئویی، شرایر به خاطر مصاحبه با توسعه دهندگان دربارهٔ شرایط و جزئیات توسعه بازی در داخل استودیو، مشهور شد. مشهورترین داستان شرایر در مورد «فرهنگ کرانچ» بود که توسعه دهندگان برای اطمینان از انتشار محصول در تاریخ مشخص شده، ماه‌ها و هفته‌ها اضافه کاری می‌کردند که تأثیر روحی و روانی بدی بر کارکنان می‌گذاشت. این فرهنگ در شرکت‌های بزرگتر مانند راک‌استار گیمز رخ می‌دهد ولی گزارش شرایر نشان داد که بحران در استودیوهای کوچکتر نیز ادامه دارد.
در سال ۲۰۱۷، شرایر کتابی در مورد روند تولید بازی‌های ویدئویی با عنوان خون، عرق و پیکسل‌ها نوشت که در مورد تولید بازی آنچارتد ۴: عاقبت یک دزد نیز صحبت کرده‌است.
علاوه بر شرایط کار، شرایر داستان‌هایی در مورد تاریخچه توسعه بازی‌های ویدیویی که به مشکل خوردند یا لغو شدند نیز نوشت. مقالات وی شامل موانعی بود که استودیو بانجی برای عنوان سرنوشت بر آنها غلبه کرد، برای بازی در حال ساخت جنگ ستارگان از استودیو ویسرال گیمز که در نهایت منجر به تعطیلی استودیو شد، و مشکلات پشت پرده بازی سرود که بین الکترونیک آرتس و بایوور بود.
برخی اعتقاد دارند که گزارش شرایر در مورد بتزدا سافت‌ورکز در ۲۰۱۳ که دربارهٔ لغو بازی Prey 2 بود، باعث شده که بتزدا وبسایت کوتاکو را به «لیست سیاه» اضافه کند و از سال ۲۰۱۵ هر گونه ارسال نسخه پیش از انتشار بازی‌ها یا مصاحبه کارکنان از این سایت را نپذیرد. پس از آنکه شرایر با استناد به منابع داخل استودیو، گزارش داد که بازی مورد انتظار آسمان هیچ‌کس چند ماه به تعویق خواهد افتاد شان موری مؤسس استودیو هلو گیمز و شرایر تهدید به مرگ شدند.
در نتیجه دعوی شرکت Bollea علیه Gawker، شبکه Gawker از جمله کوتاکو پس از سال ۲۰۱۶ دچار تغییرات مالکیت شد و سرانجام در سال ۲۰۱۹ تحت خانواده G/O Media قرار گرفت. مدیریت جدید G/O در مورد محتوای سایتها بیشتر مطالبه می‌کرد که در نهایت در اکتبر ۲۰۱۹ منجر به اخراج سردبیر آن و در ادامه استعفای بیشتر دیگر کارکنان تحریریه شد. در آوریل ۲۰۲۰ شرایر کوتاکو را ترک کرد و دقیقاً مسائل مربوط به مدیریت G/O Media در اکتبر ۲۰۱۹ را به عنوان دلایل ترک خود مشخص کرد. شرایر در مورد دلیل خروج خود گفت: «من تغییرات زیادی را تجربه کردم زیرا همیشه احساس می‌کردم که در تمام این موارد ما توسط افرادی هدایت می‌شدیم که همیشه به روزنامه نگاری اهمیت می‌دادند و متأسفانه، دیگر مطمئن نیستم که چنین باشد.» 

### دربلومبرگ نیوز
مدت کوتاهی پس از ترک کوتاکو، شرایر در آوریل ۲۰۲۰ در بلومبرگ نیوز به عنوان خبرنگار فعالیت کرد. او هنوز بر پوشش خبری صنعت بازی‌های ویدیویی و روند توسعه بازی تمرکز دارد.
هنگامی که در بلومبرگ بود، شرایر دومین کتاب خود را با عنوان Reset Reset: Ruin and Recovery in the Game Game Industry، مربوط به بی‌ثباتی صنعت بازی‌های ویدئویی، که در ماه مه ۲۰۲۱ منتشر شد ، منتشر کرد. این کتاب در هفته ۳۰ ماه مه از پرفروش‌ترین آثار نیویورک تایمز برای داستان‌های غیر داستانی بود.

### پادکست
شرایر یکی از میزبانان پادکست Triple Click با همکاران سابق کوتاکو کرک همیلتون و مدی مایرز است.

## زندگی شخصی
اشرایر در شهر نیویورک زندگی می‌کند. او یهودی است. در ۲۴ ژوئن ۲۰۱۸، شرایر با آماندا کلمن که همکار دعاوی حقوقی است، ازدواج کرد.